# De te fabula narratur
De te fabula narratur: la frase, tradotta letteralmente, significa è di te che si parla in questa favola. (Orazio, Satire, I, 1, 69-70).
Il poeta, dopo aver dipinto la pazzia dell'avaro, si rivolge con questa formula al suo ipotetico interlocutore.
L'espressione si usa per richiamare alla realtà qualcuno che, mentre si parla di lui o di qualcosa che lo riguarda, dà mostra, o finge, di non intendere l'allusione (l'atteggiamento di chi fa l'indiano o presta orecchie da mercante). 
Presenta qualche analogia col detto Lupus in fabula (il lupo di cui si parla nella favola è qui presente).